# Sauber
Sauber Motorsport, conocida simplemente como Sauber, es una empresa constructora de automovilismo con base en Hinwil, Suiza. Ha competido en la Fórmula 1 con una escudería propia durante tres etapas distintas (1993-2005, 2010-2018 y 2024-presente), y actualmente participa bajo la denominación de Stake F1 Team Kick Sauber por motivos publicitarios (renombrado a Kick Sauber F1 Team en países que prohíban la publicidad de los casinos en línea y juegos de azar). Su nombre se debe al dueño y antiguo jefe de equipo, Peter Sauber, quien la fundó en 1970 como PP Sauber AG.
Sauber participó inicialmente en categorías de deportivos como el campeonato suizo y el Campeonato Mundial de Resistencia, donde consiguió la victoria en las 24 Horas de Le Mans de 1989 y el título mundial en esa temporada (1989) y la posterior (1990).
En Fórmula 1, la primera temporada en la que el equipo compitió en la categoría fue la de 1993, y en 2005 fue vendido a BMW (compitió cuatro años bajo bandera alemana), que se lo devolvió a Peter Sauber al acabar la temporada 2009, quien finalmente lo vendió a Longbow Finance, S. A. a mitad de la temporada 2016 después de muchas especulaciones sobre la situación financiera del equipo. En 2018 Sauber contó con el patrocinio y la colaboración de Alfa Romeo, debido a la firma de un acuerdo técnico con la empresa matriz de Ferrari. En 2019, el equipo se convirtió en Alfa Romeo Racing. Esta asociación terminó al final de 2023, por lo que Sauber perdió toda relación con la fábrica automotriz italiana a partir de 2024.

## Resistencia

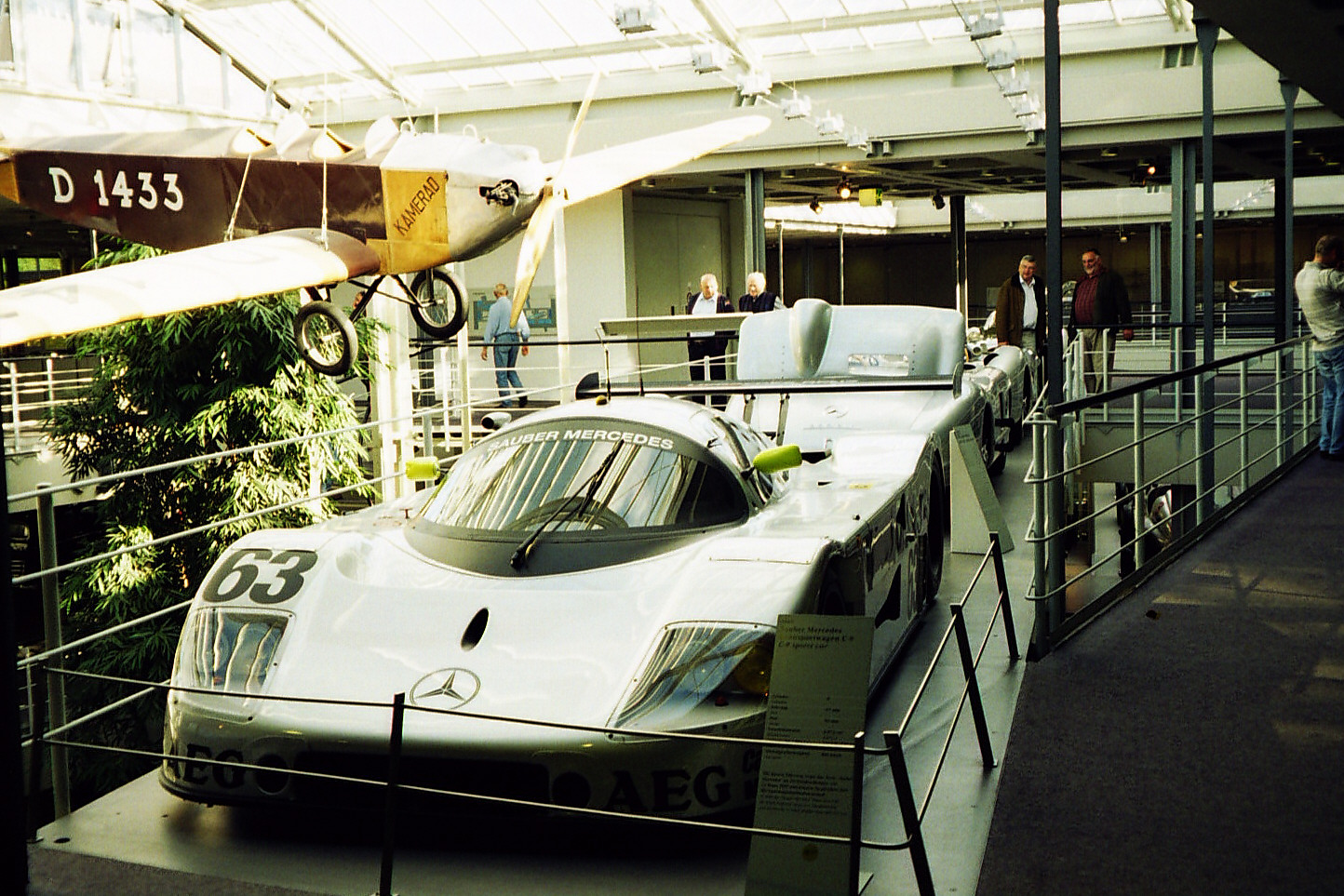
Sauber/Mercedes C9 (#63) ganador absoluto de las 24 Horas de Le Mans de 1989.

Sauber participó inicialmente en resistencia antes de su entrada a la Fórmula 1. Su primer coche de carreras, el Sauber C1, ganó el campeonato suizo de coches deportivos de 1970. La letra C estará presente en todas las creaciones de Sauber y representa la primera letra del nombre de su esposa, Christiane. En 1976, Herbert Müller ganó el campeonato Interserie con el C5.
En 1982, fabrican un coche Grupo C para el Campeonato Mundial de Resistencia, el C6. En 1986, el C8, equipado con un motor Mercedes, ganó los 1000 km de Nürburgring, y poco después Sauber se convirtió en equipo oficial de Mercedes, que volvía a las carreras luego de 30 años. Sauber, en colaboración con Mercedes, ganaron la carrera de las 24 Horas de Le Mans de 1989, y el Campeonato Mundial de Resistencia en 1989 y 1990 con el Sauber C9, luchando contra los Porsche y Jaguar.
Junto con otros, pilotos como Heinz-Harald Frentzen, Michael Schumacher, Karl Wendlinger, Jochen Mass, Jean-Louis Schlesser y Mauro Baldi corrieron para Sauber.
En marzo de 1992, saltó la noticia de que Sauber participaría en la Fórmula 1.

## Fórmula 1

### Primera etapa

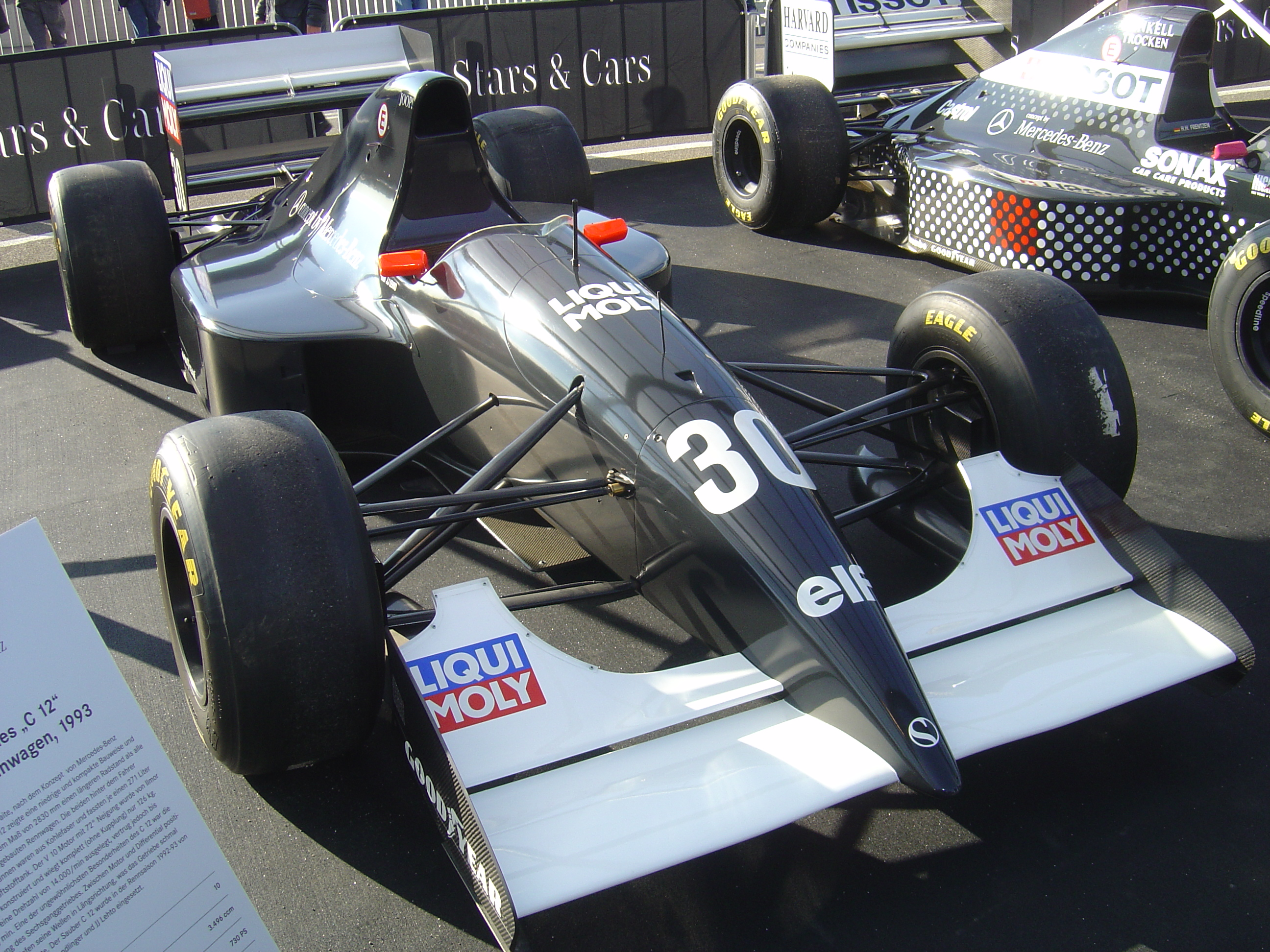
El Sauber C12 de.

Sauber debutó en 1993 tras preparar su monoplaza haciendo tests durante los últimos meses de 1992. Los primeros años del equipo fueron de continuo cambio de motores (Ilmor, Mercedes, Ford) hasta la llegada de los patrocinios de la marca de bebidas Red Bull y de la petrolera malaya Petronas en 1995. Esa inestabilidad no fue obstáculo para que sus pilotos obtuvieran puntos ya desde su primera aparición.
Se da la circunstancia de que el equipo suizo mantenía estrechos vínculos con Ferrari, al punto que muchos lo consideraban un "terreno de pruebas" de la escudería italiana. Sauber utilizaba motores diseñados por Ferrari, y cajas de cambio construidas por Sauber Petronas; logrando monoplazas prácticamente idénticos a los utilizados por la escudería del cavallino rampante.
Fue a partir de 1997 cuando empezó su ligadura técnica con Ferrari, que duraría hasta 2005. Durante esos 9 años, el equipo suizo licenciaba prácticamente todos los componentes que se pueden licenciar de las máquinas de Maranello, e incluso tenía a varios ingenieros de esa escudería en su plantilla. Muchos destacaron las notorias similitudes entre los chasis de Sauber y Ferrari, aunque no existieron acusaciones oficiales respecto a este tema (La FIA establece que cada equipo debe diseñar su propio chasis). Tanto era así, que se consideraba a Sauber un segundo equipo o "equipo satélite" de Ferrari.

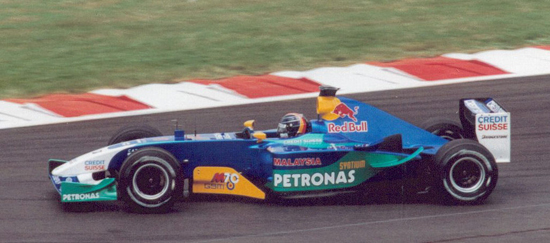
Heinz-Harald Frentzen en el Sauber C22, patrocinado por Red Bull y Petronas.

En respuesta a todo esto, en el equipo suizo se resaltaba el hecho de que la escudería invirtió una importante cantidad de dinero en un túnel de viento en Hinwil, y en una supercomputadora de alto rendimiento destinada a mejorar la aerodinámica de sus monoplazas, elementos de los que el actual equipo todavía dispone.
El equipo completó su mejor temporada en 2001. Pese a contar con dos pilotos inexpertos como Nick Heidfeld y Kimi Räikkönen, obtuvieron la cuarta posición en el mundial de constructores.
Sin embargo, a partir de 2004, los vínculos de Sauber con Ferrari se fueron debilitando. El equipo de Peter Sauber se alineó con las otras escuderías con respecto a los cambios de reglamento que se plantearon al final de la temporada 2004. También se comentó que hubiera participado para el intento fallido del Grand Prix World Championship, una supuesta categoría paralela a la F1. Su última temporada como equipo privado, la de 2005, fue bastante pobre, ya que solo superó a dos escuderías en claro declive como Jordan y Minardi.
El resumen de esta primera etapa resulta un tanto decepcionante, dado que el equipo suizo nunca ganó una carrera ni obtuvo una pole position. De hecho, sus mejores resultados fueron seis terceros lugares y dos salidas en la primera fila de la parrilla de salida. Aunque hay que destacar que Sauber era un equipo privado, sin las herramientas de 'gigantes' como el mismo Ferrari o McLaren; y que del equipo suizo salieron varios pilotos de renombre como Heinz-Harald Frentzen, Nick Heidfeld, Kimi Räikkönen o Felipe Massa.

### BMW Sauber
En la temporada 2005, BMW anunció la compra del equipo, aunque decidió mantener el nombre por respeto a los fans, trabajadores e incluso el mismo Peter Sauber, que tuvo un papel de asesor en el entonces nuevo equipo dirigido por BMW. El nuevo nombre de la escudería fue BMW Sauber.
El 8 de junio de 2008, BMW Sauber consiguió su primera victoria gracias al piloto polaco Robert Kubica en el Gran Premio de Canadá.

### Primer regreso
Cuatro años después, y con la retirada de BMW de Fórmula 1, el equipo suizo finalmente volvió a competir en 2010, aunque debió hacerlo utilizando el nombre de BMW Sauber. De todas formas, como dijo Peter Sauber, era por un asunto reglamentario e iba a ser algo temporal. En 2011, el equipo vuelve a denominarse Sauber F1 Team.

#### 2010

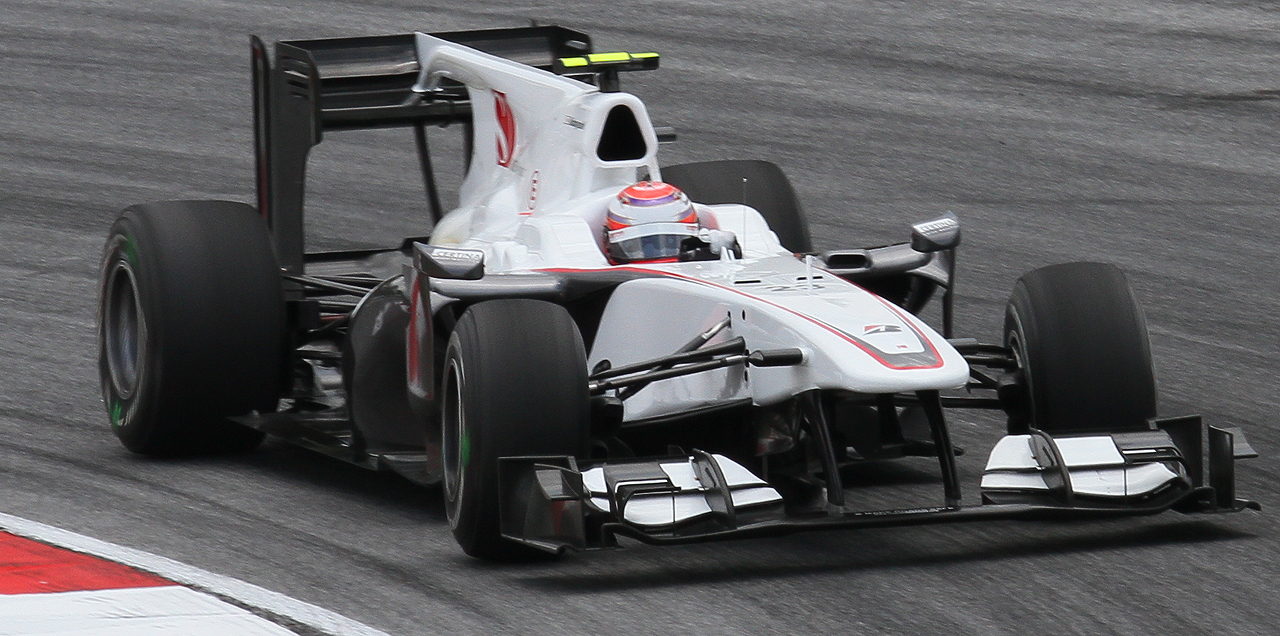
Kobayashi con el C29 durante los libres del GP de Malasia.

BMW anunció en julio la retirada del mundial de F1 al terminar la temporada 2009. Tras este anuncio, BMW puso en venta al equipo, el cual la empresa Qadbak iba a comprar por aproximadamente 80 millones de euros, pero debido a que la empresa fue retenida por un tribunal por delitos de fraude, Peter Sauber se hizo nuevamente cargo del equipo. Sauber se inscribió para la temporada 2010 utilizando motor y transimisiones de Ferrari y nuevamente con Peter Sauber como director del equipo. Tras la oposición de que lo comprase también Lotus Racing por parte de Campos Meta y Williams, el equipo se quedó fuera temporalmente; pero tras la retirada de Toyota, Sauber tenía posibilidades de retornar como constructor en 2010.
Finalmente, el día 3 de diciembre de 2009, la FIA anunció que Sauber ocuparía la plaza libre de Toyota. La escudería suiza confirmó el fichaje del piloto japonés Kamui Kobayashi, de 23 años, que corrió con Toyota las dos últimas carreras de la temporada anterior en sustitución del lesionado Timo Glock y que realizó un buen papel en ambas participaciones; así como a Pedro de la Rosa al mando del segundo monoplaza.
Durante los tests invernales, el C29 parecía un coche fiable y con nivel; sin embargo, durante la temporada, el rendimiento fue bastante flojo. El 12 de abril, Peter Sauber realiza unas desafortunadas declaraciones en contra de sus pilotos, argumentando una supuesta falta de adaptación. En el equipo es sabido el carácter de Peter en desviar la atención frente a sus patrocinadores debido a la baja fiabilidad y escaso rendimiento mostrado en su coche respecto al resto de la parrilla en las primeras carreras de 2010.
Tras el GP de Italia, tras acabar la carrera, se habló de una reunión en el motorhome del equipo Sauber, de la que Pedro de la Rosa salió algo molesto; y a posteriori se empezó a sospechar por la presencia de Nick Heidfeld en el paddock durante el fin de semana. Heidfeld ocupó el puesto de De la Rosa desde el GP de Singapur hasta final de temporada. El equipo mejoró en las últimas carreras y finalizó su temporada de regreso con 44 puntos y un 8.º puesto como constructor.

#### 2011

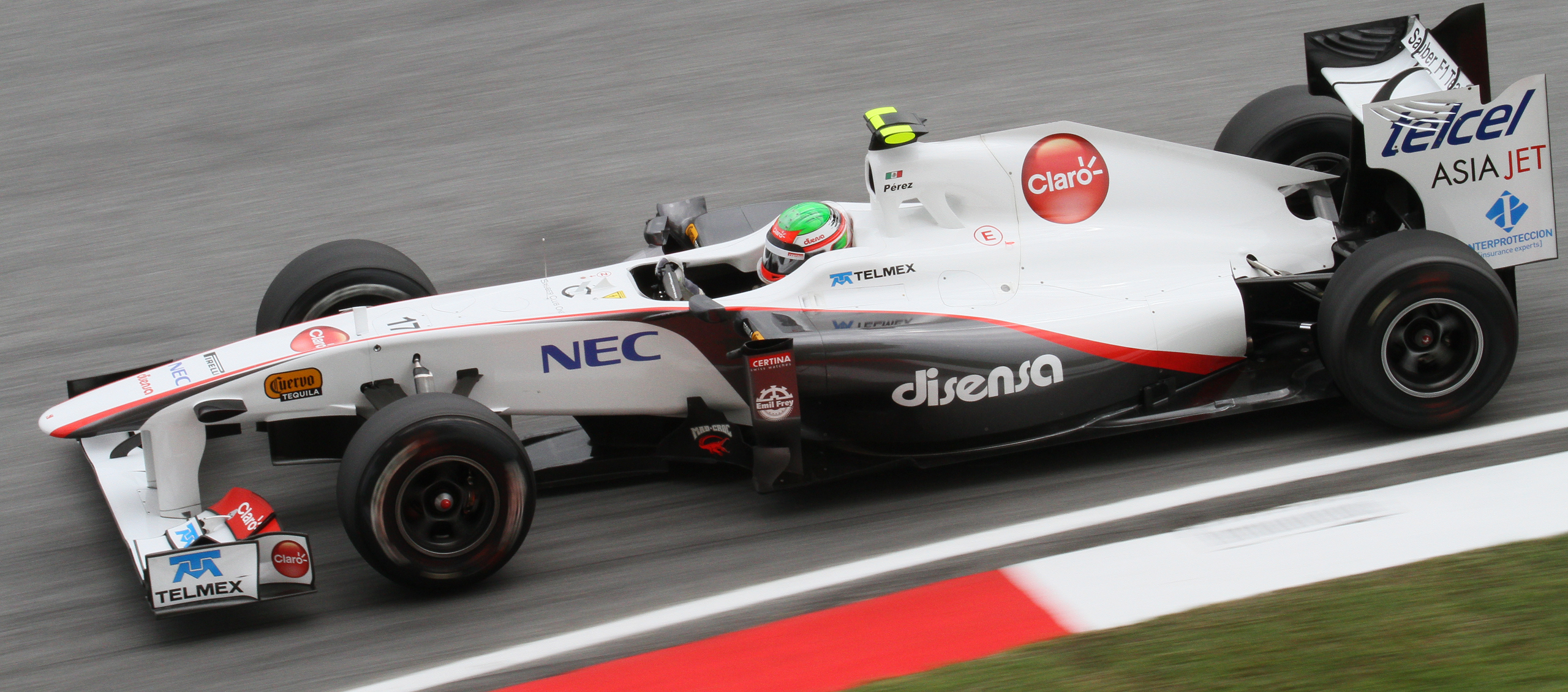
Sergio Pérez al volante del Sauber C30.

Esteban Gutiérrez (de 19 años) fue confirmado por el equipo Sauber como nuevo piloto de pruebas y de reserva. Otro mexicano, Sergio Pérez, fue contratado como piloto titular en la temporada junto con Kamui Kobayashi. Así, se convirtió en el primer mexicano en treinta años que compite en la Fórmula 1, desde que lo hiciera Héctor Rebaque.
Con estas incorporaciones, la gigante mexicana de telecomunicaciones Telmex entra en la máxima categoría como patrocinador, así como Claro y Telcel —todas ellas parte de Carso Global Telecom, pertenecientes a Carlos Slim (el duodécimo hombre más rico del mundo)—. Otros patrocinadores mexicanos son Tequila Cuervo y Cholula, el conglomerado suizo/mexicano Apasco y la transnacional japonesa NEC Corporation.
Sauber termina la temporada en un discreto séptimo lugar con 44 puntos. Kobayashi obtiene 30 y Pérez 14 en su año de debut. La mejor posición del equipo fue el 5.º puesto en Mónaco por parte de Kobayashi.

#### 2012

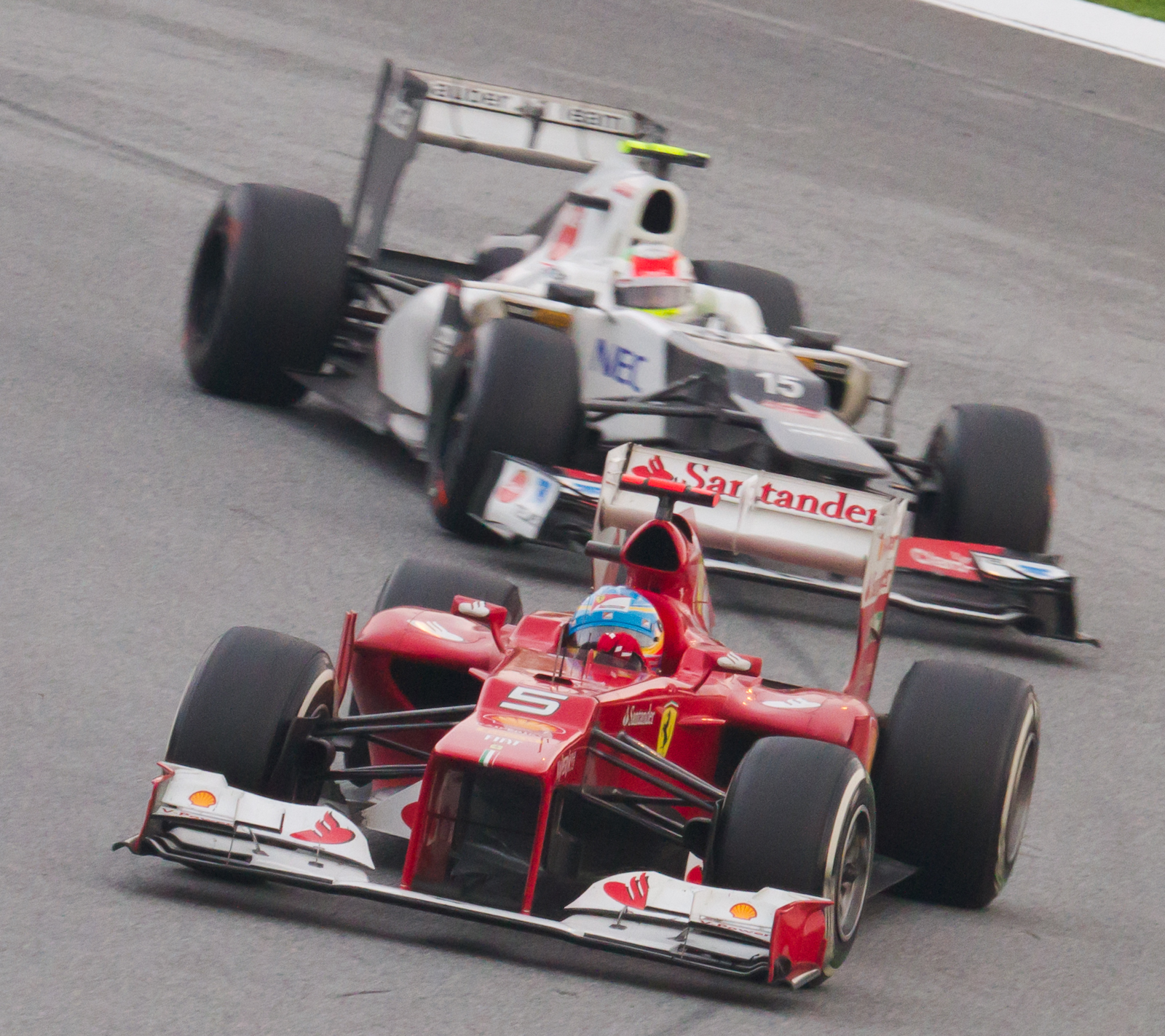
'Checo' Pérez acechando a Alonso por el liderato del GP de Malasia 2012. Su gestión bajo lluvia y la estrategia del equipo de colocarle gomas más duras, le permitió acercarse a la punta al final.

El equipo suizo comenzó con fuerza la temporada del 2012 con el Sauber C31. En el GP de Australia, ambos pilotos (Kobayashi y Pérez), finalizan la competición en el "top 10"; y Checo logra el segundo lugar en el GP de Malasia. Este fue el primer podio de Sauber desde la era BMW (específicamente el GP de Brasil de 2009, donde Robert Kubica finalizó en segundo puesto).
En abril, Peter Sauber dijo de manera extraoficial que la persona que lo sustituirá después de su retiro es la austriaca de origen indio, Monisha Kaltenborn, actual CEO del equipo helvético.
Para el GP de China en el equipo Sauber se tenían muchas esperanzas, ya que ambos autos pasaron a la Q3, Kobayashi en tercero y Pérez en octavo puestos, pero al final Kamui queda en décimo y Checo en undécimo con una cosecha de un punto. La buena noticia es que el japonés logra la vuelta rápida del circuito de Shanghái con el Sauber C31.

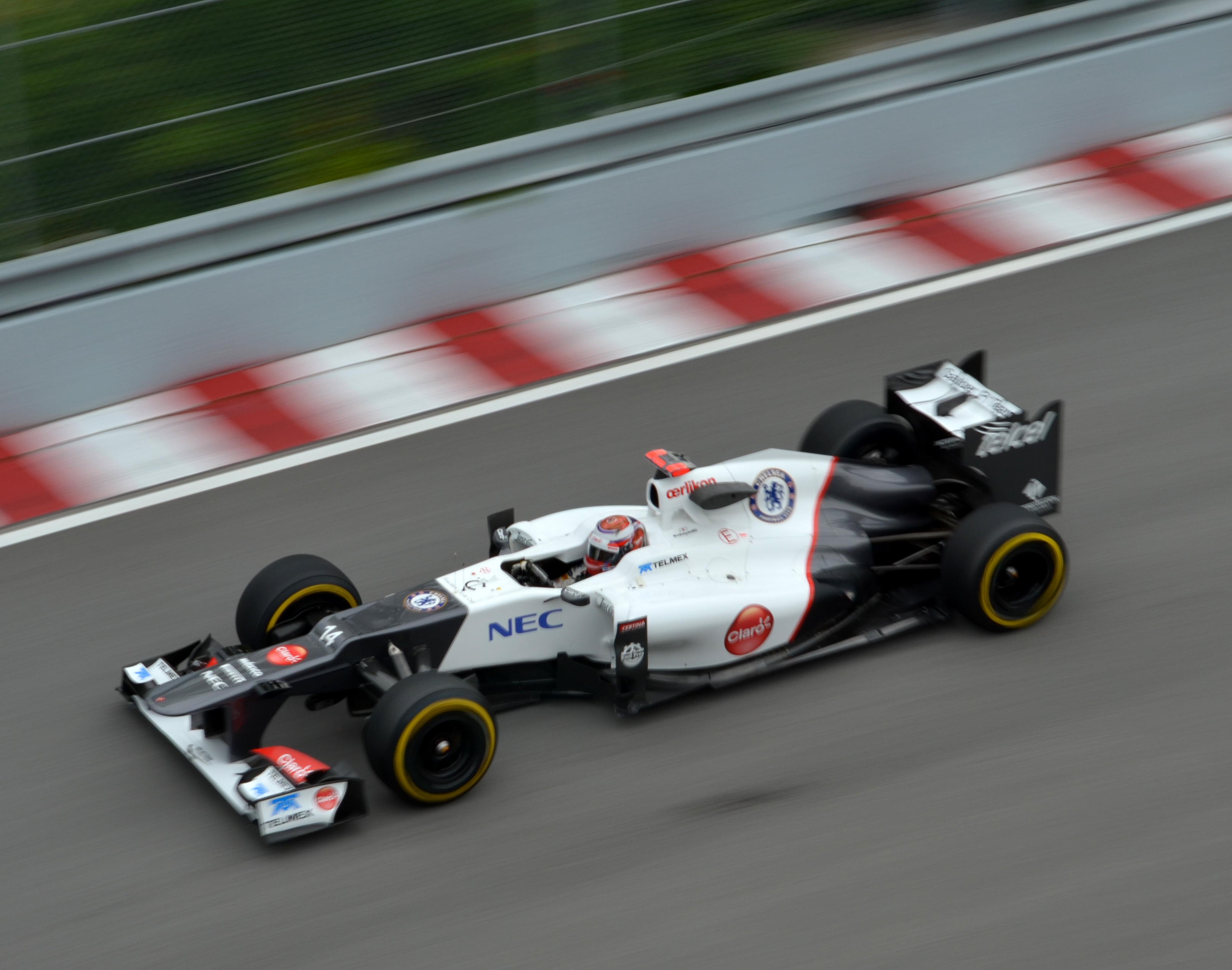
Kamui Kobayashi en el GP de Canadá.

Después de 4 frustrantes carreras (China, Baréin, España y Mónaco), tan solo un quinto puesto en España de Kobayashi, Sauber regresa al podio con el tercer lugar de Checo Pérez en el GP de Canadá y el noveno lugar de Kamui, con lo que el equipo suizo suma 17 valiosos puntos en el campeonato del 2012.
Para el GP de Alemania el equipo Sauber logra un gran resultado. Kobayashi obtiene la mejor posición de su carrera en F1. Inicia del puesto 12 y termina 4.º. Originalmente, había concluido 5.º, pero una penalización de 20 segundos a Vettel le aupó a la 4.ª plaza. Por su parte, Checo Pérez inicia en el puesto 17 y concluye en la sexta posición, otorgando a Sauber un total de 18 puntos para el campeonato.
Tras dos pruebas sin resultados positivos (aunque no por su culpa en Bélgica, donde ambos coches se vieron envueltos en un incidente provocado por Romain Grosjean que arruinó la mejor sesión clasificatoria del equipo suizo en su historia, con Kamui 2.º y Sergio 4.º), Sauber vuelve a brillar en Monza, donde una agresiva estrategia de Pérez (con un primer stint de 30 vueltas) le da el tercer podio (2.º) de la temporada al piloto y al equipo. Por su parte Kobayashi cruza la meta en novena posición para que el equipo suizo coseche 20 puntos totales. Después de un discreto fin de semana en Singapur, en la carrera de Japón le tocó el turno de subirse por primera vez al podio a Kobayashi, siendo tercero en casa, mientras Pérez sufre un trompo y tiene que abandonar.
El 11 de octubre de 2012 se formaliza, con efecto inmediato, el paso de Monisha Kaltenborn a jefe de equipo, en sustitución de Peter Sauber. La austriaca de origen indio se convertía así en la primera mujer que ostenta dicho cargo en la máxima categoría.
Finalmente, el equipo cierra la temporada con un rendimiento y unos resultados radicalmente mejorados: 126 puntos, dos vueltas rápidas (China y Mónaco), 4 podios (Malasia, Canadá, Italia y Japón) y 13 participaciones en la Q3.

#### 2013

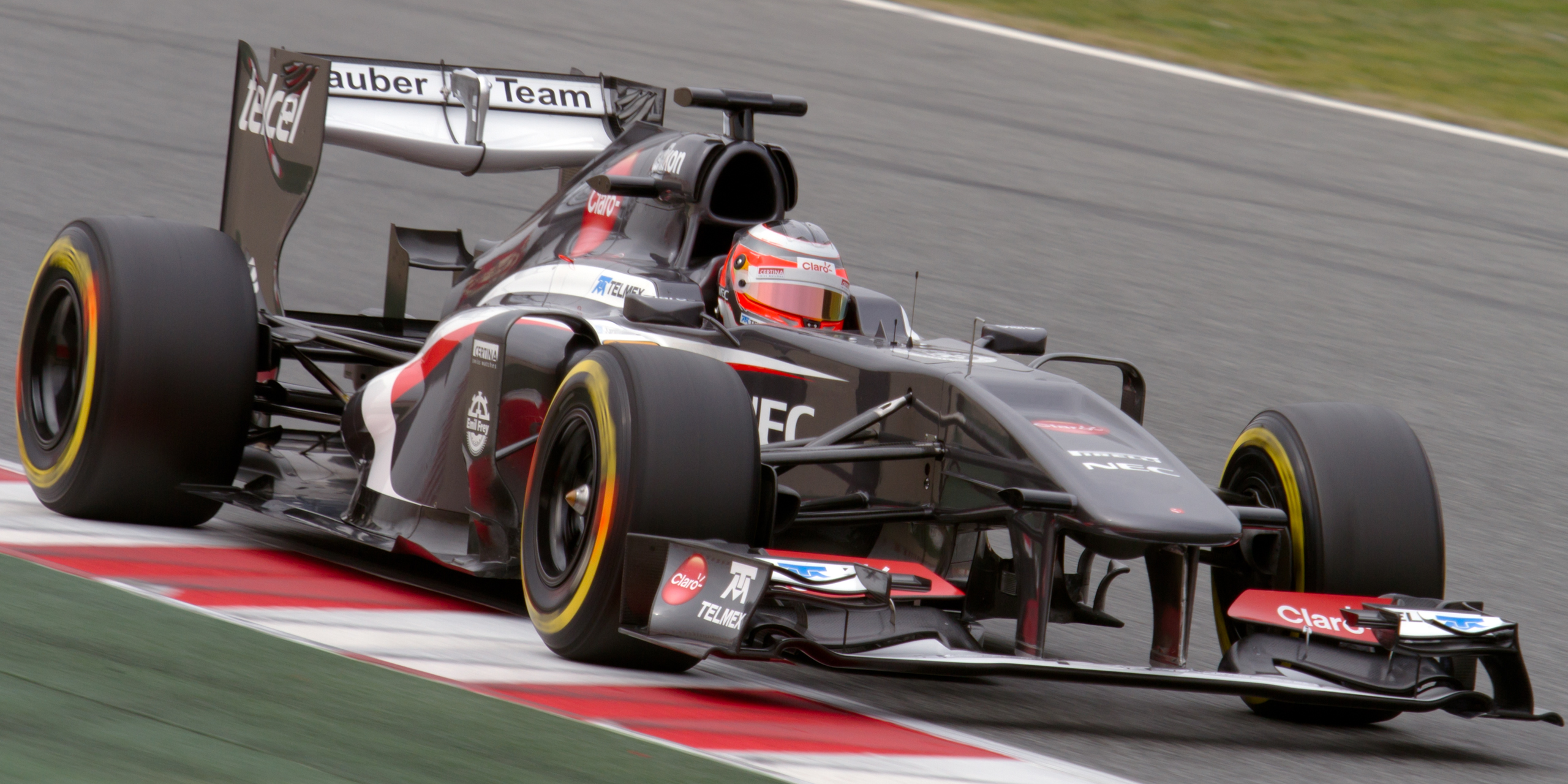
Nico Hülkenberg al volante del Sauber C32.

Para la temporada 2013, Sauber perdió a Sergio Pérez, quien decidió fichar por McLaren. Por su parte, la escudería de Hinwil anunció la contratación de Nico Hülkenberg como primer piloto y, posteriormente, se confirmó la promoción de Esteban Gutiérrez al segundo volante titular. El piloto de desarrollo fue el neerlandés Robin Frijns.
El desarrollo del C23 ya comenzó a ser público en diciembre, cuando Sauber fue el primer equipo en confirmar que habían pasado todos los crash test obligatorios de la FIA, a la vez que afirmaban que estarían con el coche en los primeros entrenamientos de pretemporada en Jerez. El nuevo monoplaza era casi completamente gris, similar a los coches del equipo de mediados de los años 1990.
Sauber tuvo un decepcionante debut en Australia (cuando se cumplían 20 años de su debut en la categoría en Sudáfrica), ya que Nico Hülkenberg no pudo salir a la carrera debido a un problema con el suministro de carburante y Esteban Gutiérrez terminó en 13.eɽ lugar. La fortuna cambió en el GP de Malasia, donde Nico Hülkenberg consiguió terminar 8.º en una dura prueba; y en China sumó otro punto más para el equipo. Pero en las 4 siguientes pruebas no consiguieron obtener más unidades, mostrándose muy poco competitivos y poniendo de manifiesto que el Sauber C32 estaba lejos de las prestaciones del C31, siendo el 10.º puesto lo máximo que podrían lograr en la primera parte del campeonato. Sauber incorporó algunas mejoras aerodinámicas a su coche en el Montmeló, pero no fueron suficientes como para remontar el vuelo. Por su parte, Esteban Gutiérrez no estuvo a la altura de lo esperado durante las primeras pruebas del calendario, ya que no pudo puntuar. La escudería suiza volvió a sumar un punto en un caótico GP de Gran Bretaña, gracias a la 10.ª posición de Nico Hülkenberg, resultado que repitió en el GP de Alemania. A mediados de temporada, se anunciaba la marcha del diseñador Matt Morris, que fue sustituido por Éric Gandelin.
En julio, Monisha Kaltenborn reconoció que el equipo atraviesa una difícil situación económica: El desarrollo del monoplaza está detenido y hay problemas para pagar puntualmente a los proveedores. Para solucionarlo, Sauber se encuentra buscando patrocinadores de forma urgente. Finalmente consiguen llegar a un acuerdo con tres empresas de Rusia que garantizan su futuro. Asimismo, se incorpora al equipo el joven piloto Sergey Sirotkin gracias a un programa de desarrollo.
En el GP de Italia, Nico Hülkenberg consigue clasificar en una excelente 3.ª posición en la parrilla, y acaba la carrera en 5.º puesto. En Singapur, los pilotos de Sauber clasifican 10.º y 11.º, obteniendo dos puntos más gracias a la 9.ª plaza de Nico Hülkenberg. La mejora del coche fue evidente en Corea, con un paquete especial de actualizaciones, donde ambos pilotos entraron en la Q3 y Nico Hülkenberg terminó en una fantástica 4.ª posición que permite que Sauber supere a Toro Rosso en el campeonato. Finalmente, Gutiérrez logró sus primeros puntos en Suzuka, siendo la única vez que Sauber puntuó con ambos coches en 2013. Nico Hülkenberg volvió a puntuar en las dos últimas carreras y Sauber obtuvo el 7.º puesto en el campeonato de constructores gracias a una importante evolución en la segunda parte del año.

#### 2014
Sauber contrató a Adrian Sutil para usar el asiento de Hülkenberg mantuvo el de Esteban Gutiérrez. Sergey Sirotkin y Giedo van der Garde fueron los pilotos reservas.
En la primera prueba del calendario el conjunto suizo queda a las puertas de los puntos (11.º y 12.º). Sin embargo, el rendimiento del C33 cae en picado a partir del GP de Malasia, viéndose entre equipos más modestos como Marussia o Caterham y sin haber podido puntuar en una sola prueba, lo que supone la peor temporada de su historia. Sauber tuvo varias oportunidades para puntuar, pero se esfumaron por diferentes factores. En una carrera caótica en Mónaco, Esteban Gutiérrez hubiera puntuado simplemente con llegar a la meta, pero tocó un guardarraíl y tuvo que abandonar. En el GP de Hungría, con la intervención de la lluvia, Adrian Sutil se quedó a las puertas de los puntos, ya que fue 11.º a menos de un segundo de Jenson Button, el 10.º clasificado. El piloto alemán tuvo otra gran oportunidad en Austin, donde arrancó desde el noveno puesto, pero fue arrollado por Sergio Pérez en la primera vuelta.
Al final, Sauber no consigue ningún punto en toda la temporada, acabando el equipo último en el campeonato de constructores junto con Caterham, siendo la peor temporada de su historia, y la primera en no sumar puntos.

#### 2015

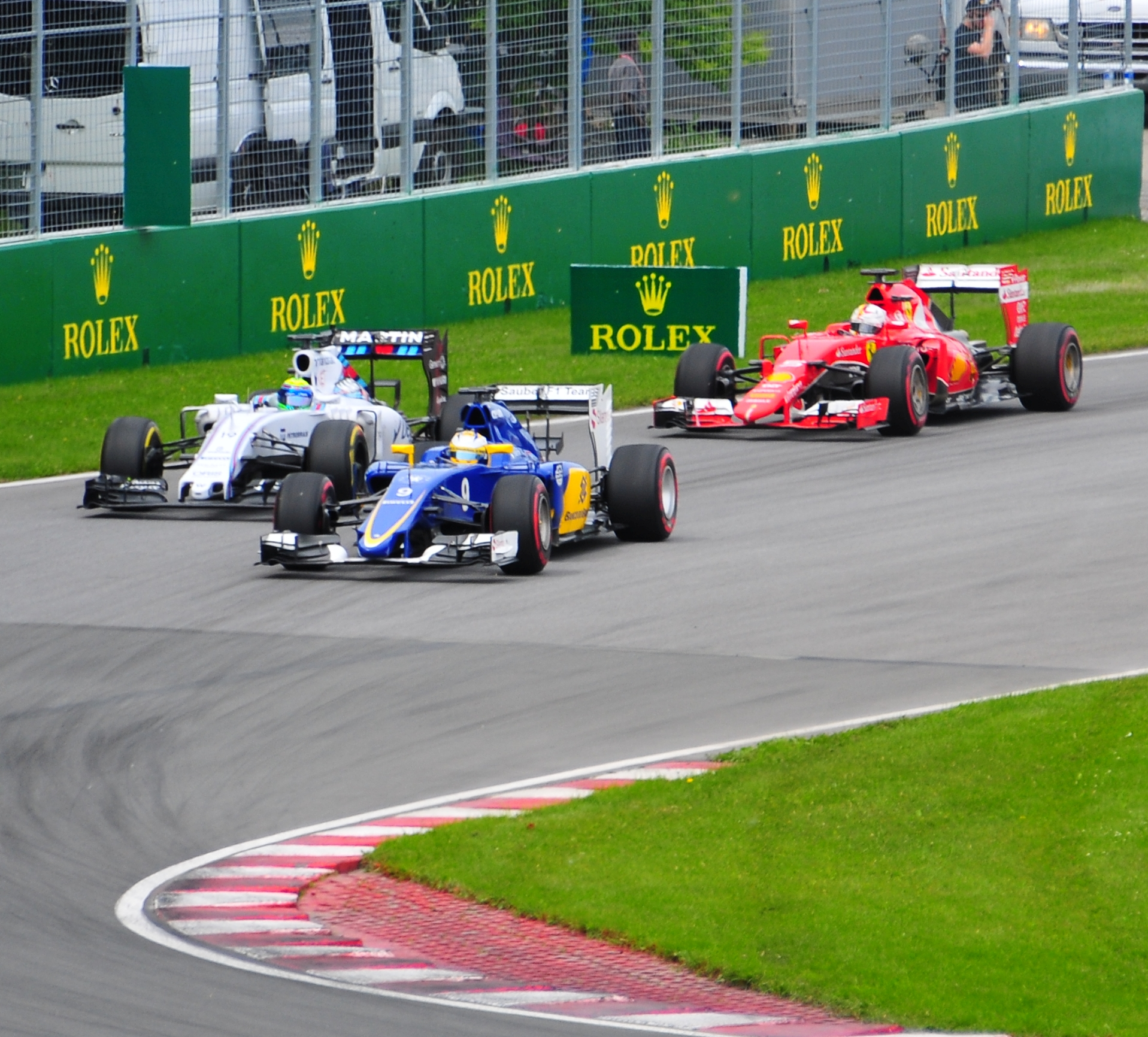
Ericsson delante de Massa y Vettel en Canadá. El monoplaza lucía el patrocinio azul y amarillo de Banco do Brasil.

En noviembre de 2014, Sauber anunció la llegada de Marcus Ericsson y de Felipe Nasr, quien aportó el patrocinio del Banco do Brasil. El equipo tuvo un buen debut en Melbourne, terminando con sus dos coches en los puntos (5.º y 8.º), circunstancia que se repetiría en el GP de China. Sin embargo, a partir de ahí Sauber entró en barrena, sumando solo 2 puntos en las 5 siguientes carreras.
Mark Smith ingresó como nuevo director técnico en mitad de temporada. A su vez, el equipo confirma la continuidad de sus dos pilotos el año próximo. Sauber terminó la temporada siendo el 8.º equipo gracias a sus 36 puntos.

#### 2016
La temporada anterior estuvo marcada por la situación legal entre Sauber y sus tres pilotos con contrato para 2015: Marcus Ericsson, Felipe Nasr y Giedo Van der Garde. Sin embargo el asunto no se quedó ahí. Este año Adrian Sutil denunció también que él tenía contrato para ser titular en 2015. La demanda ascendió a los 3,5 millones de francos suizos.
Por otra parte, Sauber comunicó que Raffaele Marciello no sería más piloto reserva del equipo, quedando ese puesto vacante. En marzo, Mark Smith abandonó su puesto por motivos familiares.
En julio de 2016, el equipo Sauber fue adquirido por la firma de inversión suiza Longbow Finance S.A. que compró a Peter Sauber el 66,6% y a Monisha Kaltenborn el resto de las acciones del equipo que manejaban desde 2012, lo que hizo que a partir de ese momento Longbow Finance sea el propietario de Sauber al 100%. Pascal Picci se anunció como el presidente de la junta mientras que Kaltenborn se mantiene como la directora del equipo y CEO de Sauber. La adquisición por parte de Longbow Finance sigue a una serie de especulaciones sobre el futuro de Sauber. El equipo había estado en problemas financieros durante los últimos años, a menudo no podía pagar los sueldos de los miembros del equipo a tiempo.

#### 2017
Jorg Zander regresó a la escudería como nuevo director técnico a partir del 2017. Los monoplazas utilizaron motores Ferrari del año anterior. Marcus Ericsson fue confirmado un año más como piloto del equipo suizo, mientras que Pascal Wehrlein reemplazó a Felipe Nasr. Sin embargo, en los dos primeros Grandes Premios, Antonio Giovinazzi sustituyó a Wehrlein por una lesión de este último.
En el Gran Premio de España, Pascal Wehrlein finalizó 8.º con una estrategia a una parada y consiguió 4 puntos para el equipo. Más tarde, en el Gran Premio de Azerbaiyán, Wehrlein consiguió otro punto tras una carrera loca, pero en Hungría, McLaren Honda consiguió 9 puntos y Sauber volvió a ser el décimo y último clasificado, posición que mantendría hasta el final.

#### 2018

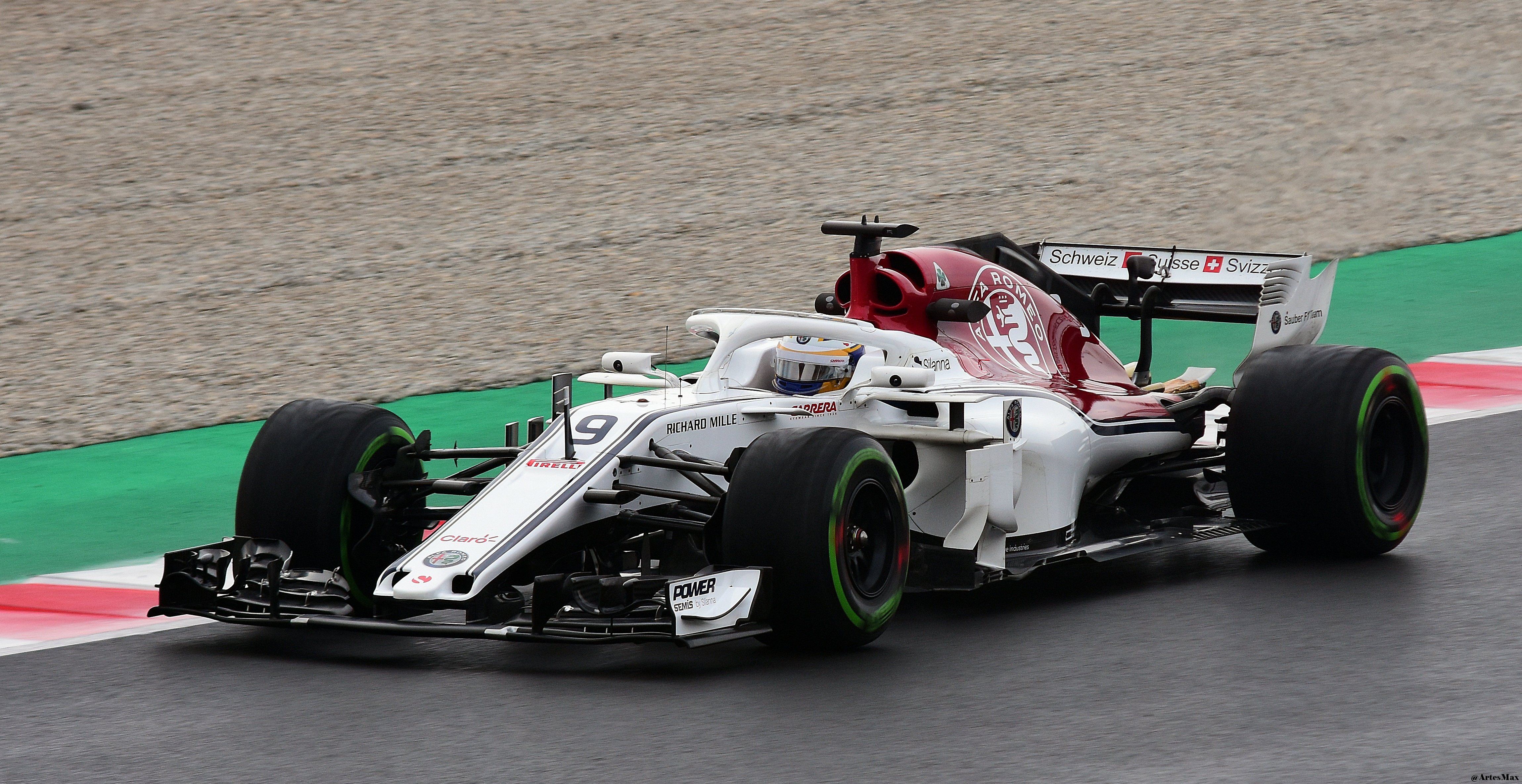
Alfa Romeo auspiciando el Sauber C37.

En 2018, el equipo se renombró como Alfa Romeo Sauber F1 Team fruto de un acuerdo de colaboración técnico y comercial con el fabricante italiano, aunque seguirán llevando motores y cajas de cambio de Ferrari, esta vez actualizados. Los pilotos fueron Charles Leclerc y Marcus Ericsson. En el segundo Gran Premio de la temporada, en Baréin, Marcus Ericsson logró los primeros puntos para la escudería al finalizar noveno. Sin embargo sería el monegasco Charles Leclerc quien aportaría más puntos en las siguientes pruebas al ser sexto en Azerbaiyán y décimo en España, Canadá y Francia.
En Austria, los suizos lograron que sus dos monoplazas cogieran puntos (con Leclerc noveno y Ericsson décimo), algo que no sucedía desde el Gran Premio de China de 2015. Ericsson volvió a puntuar en las carreras de Alemania (siendo noveno) y Bélgica (finalizando décimo). En Italia, el sueco sufriría un fuerte accidente previo a la carrera, pero sin consecuencias para el piloto. Leclerc sumaría en la mayor parte de las siguientes carreras hasta final de temporada, mientras que Ericsson lo haría en dos carreras más. Sauber-Ferrari ascendería del último al octavo puesto en el Campeonato de Constructores para 2018, y sus pilotos terminarían en las posiciones 13 y 18 en el clasificador de pilotos.

### Renombrado como Alfa Romeo
En 2019, el equipo anunció mediante su página web y redes sociales que sería renombrado como Alfa Romeo Racing para 2019. Previamente se había confirmado a Kimi Räikkönen y Antonio Giovinazzi como sus nuevos pilotos.

### Final de la relación con Alfa Romeo
Después del fin de la temporada 2023, Alfa Romeo terminó su asociación con Sauber y dejó la Fórmula 1 mientras el equipo suizo se prepara para convertirse en el equipo Audi en 2026. La plataforma de streaming Kick adquirió los derechos del nombre, renombrándose como «Kick Sauber».

#### 2024

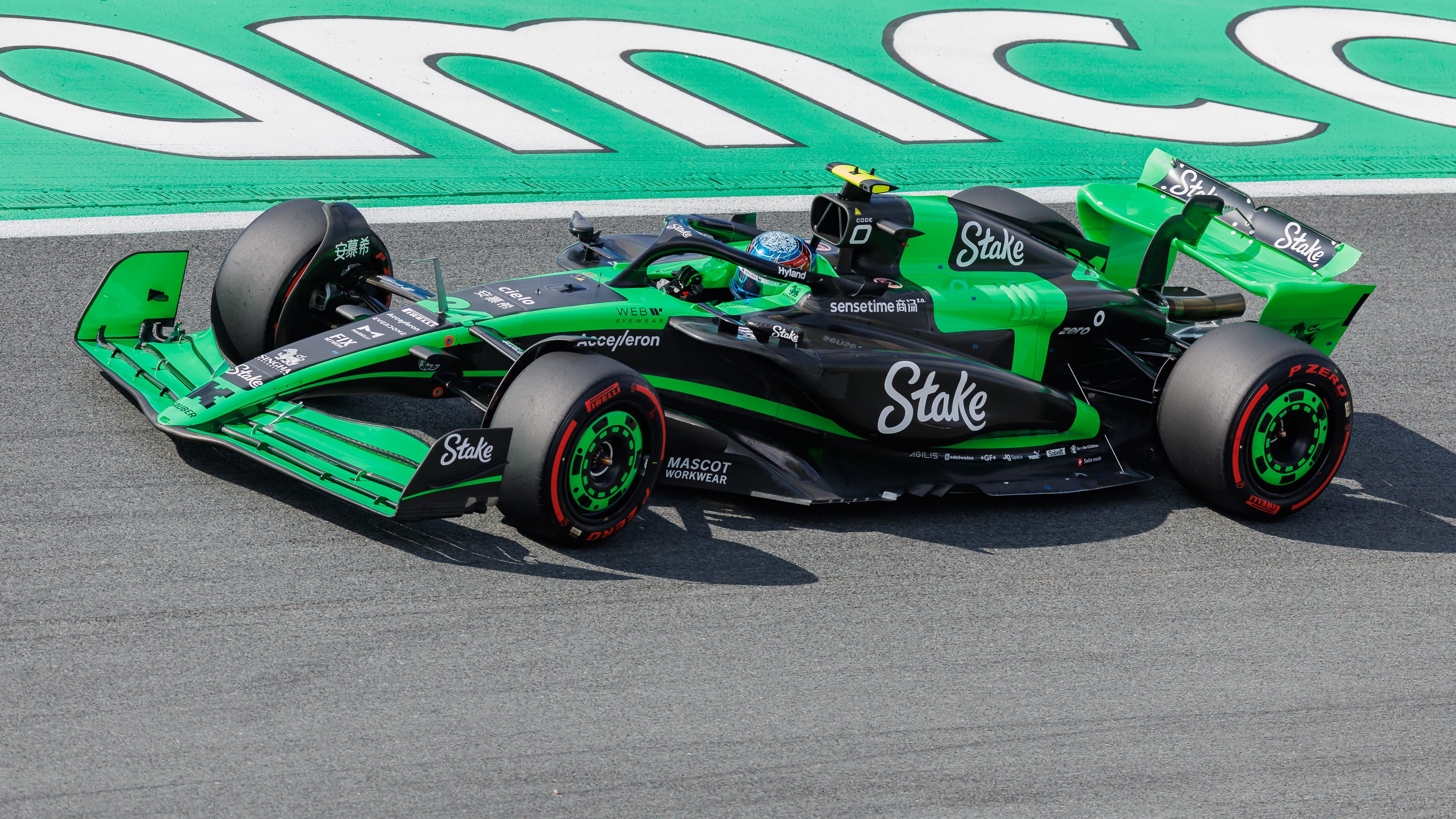
Con la finalización de su acuerdo con Alfa Romeo, los chasis volvieron a llevar el nombre de Sauber, en este caso, el de la temporada 2024 se denominó Kick Sauber C44.

De cara a la transición hacia el equipo Audi, Sauber confirmó a los pilotos Valtteri Bottas y Guanyu Zhou, que ya estuvieron en las dos temporadas anteriores cuando el equipo llevaba el nombre de Alfa Romeo. La escudería suiza tuvo que enfrentar un dificultoso año 2024, en donde fueron últimos en el Campeonato de Constructores con apenas 4 puntos, las únicas unidades logradas fueron en el Gran Premio de Catar, en el cual Zhou consiguió un octavo puesto.

## Monoplazas

### Fórmula 1
La siguiente galería muestra los diferentes modelos utilizados por Sauber en Fórmula 1.
|                   |
| Sauber C12 (1993) |

|                   |
| Sauber C13 (1994) |

|                   |
| Sauber C14 (1995) |

|                   |
| Sauber C15 (1996) |

|                   |
| Sauber C16 (1997) |

|                   |
| Sauber C17 (1998) |

|                   |
| Sauber C18 (1999) |

|                   |
| Sauber C19 (2000) |

|                   |
| Sauber C20 (2001) |

|                   |
| Sauber C22 (2003) |

|                   |
| Sauber C23 (2004) |

|                   |
| Sauber C24 (2005) |

|                   |
| Sauber C29 (2010) |

|                   |
| Sauber C30 (2011) |

|                   |
| Sauber C31 (2012) |

|                   |
| Sauber C32 (2013) |

|                   |
| Sauber C33 (2014) |

|                   |
| Sauber C34 (2015) |

|                   |
| Sauber C35 (2016) |

|                   |
| Sauber C36 (2017) |

|                   |
| Sauber C37 (2018) |

|                        |
| Kick Sauber C44 (2024) |

|                        |
| Kick Sauber C45 (2025) |